# 越後岩塚駅
越後岩塚駅（えちごいわつかえき）は、新潟県長岡市飯塚にある、東日本旅客鉄道（JR東日本）信越本線の駅である。

## 歴史
- 1945年（昭和20年）3月1日：仮乗降場として開業。定期券所持者のみ乗降取り扱い[2][3]。
- 1945年（昭和20年）6月1日：運輸省（→国鉄）の駅として開業[1][2]。
- 1971年（昭和46年）12月1日：荷物の扱いを廃止[4]。無人駅となる[5]。
- 1972年（昭和47年）4月1日：再び有人化され、国鉄OBが乗車券販売と手小荷物の取扱を行なう[6]。
- 1985年（昭和60年）3月14日：再度無人化[7]。
- 1987年（昭和62年）4月1日：国鉄分割民営化により、JR東日本の駅となる[2]。
- 2013年（平成25年）11月17日：駅待合室に放火される事件が発生。新潟県警察の警察官が消火の上、被疑者を非現住建造物等放火容疑で緊急逮捕[8]。
- 2017年（平成29年）8月：のりば番号（1番線、2番線）が設定される。

## 駅構造
相対式ホーム2面2線を持つ地上駅である。両ホームは跨線橋で連絡している。
長岡駅管理の無人駅である。駅舎には待合室のほか、乗車駅証明書発行機が設置されている。

### のりば
| 番線 | 路線      | 方向 | 行先             |
| ---- | --------- | ---- | ---------------- |
| 1    | ■信越本線 | 下り | 長岡・新潟方面   |
| 2    | ■信越本線 | 上り | 柏崎・直江津方面 |

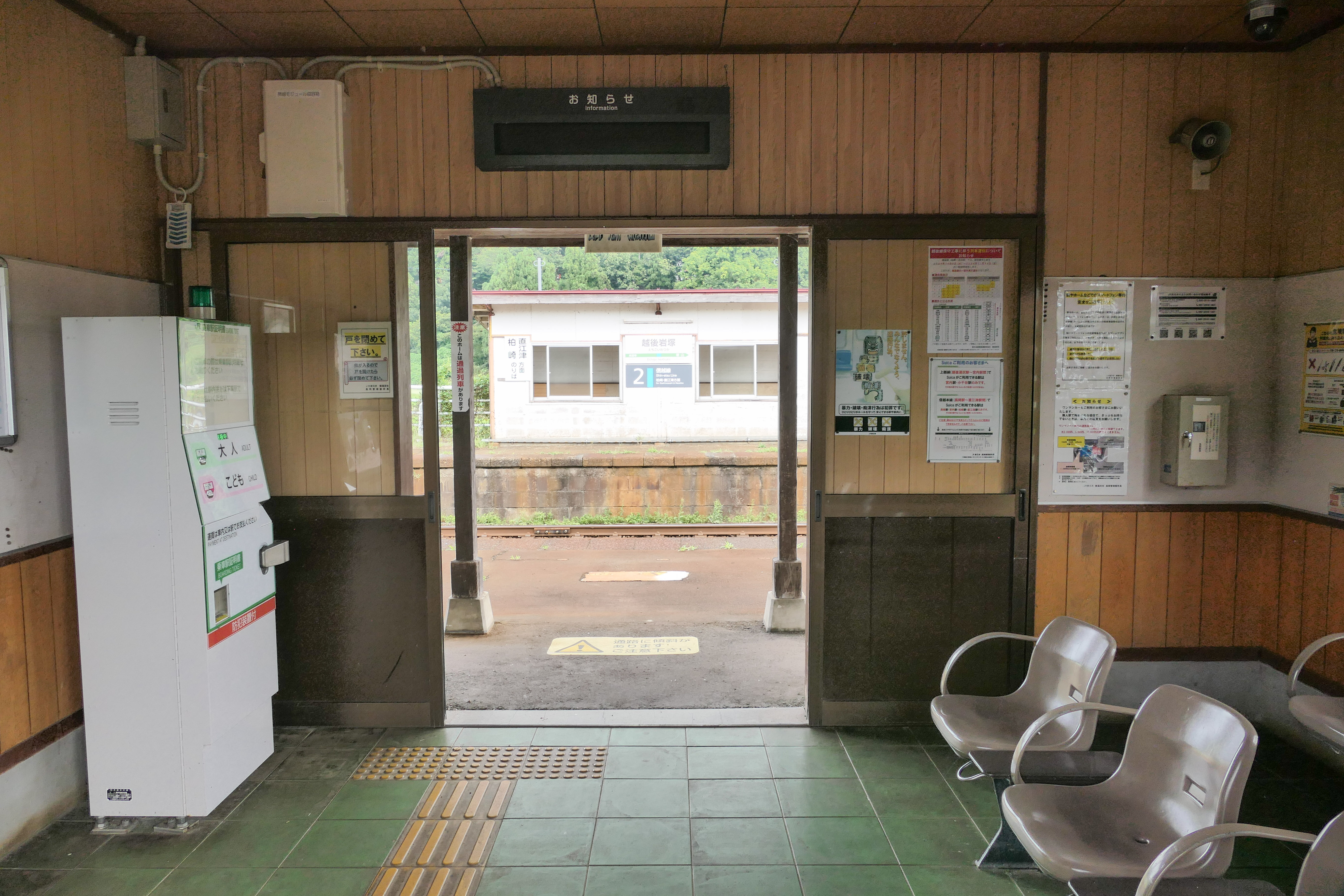
待合室（2024年9月）
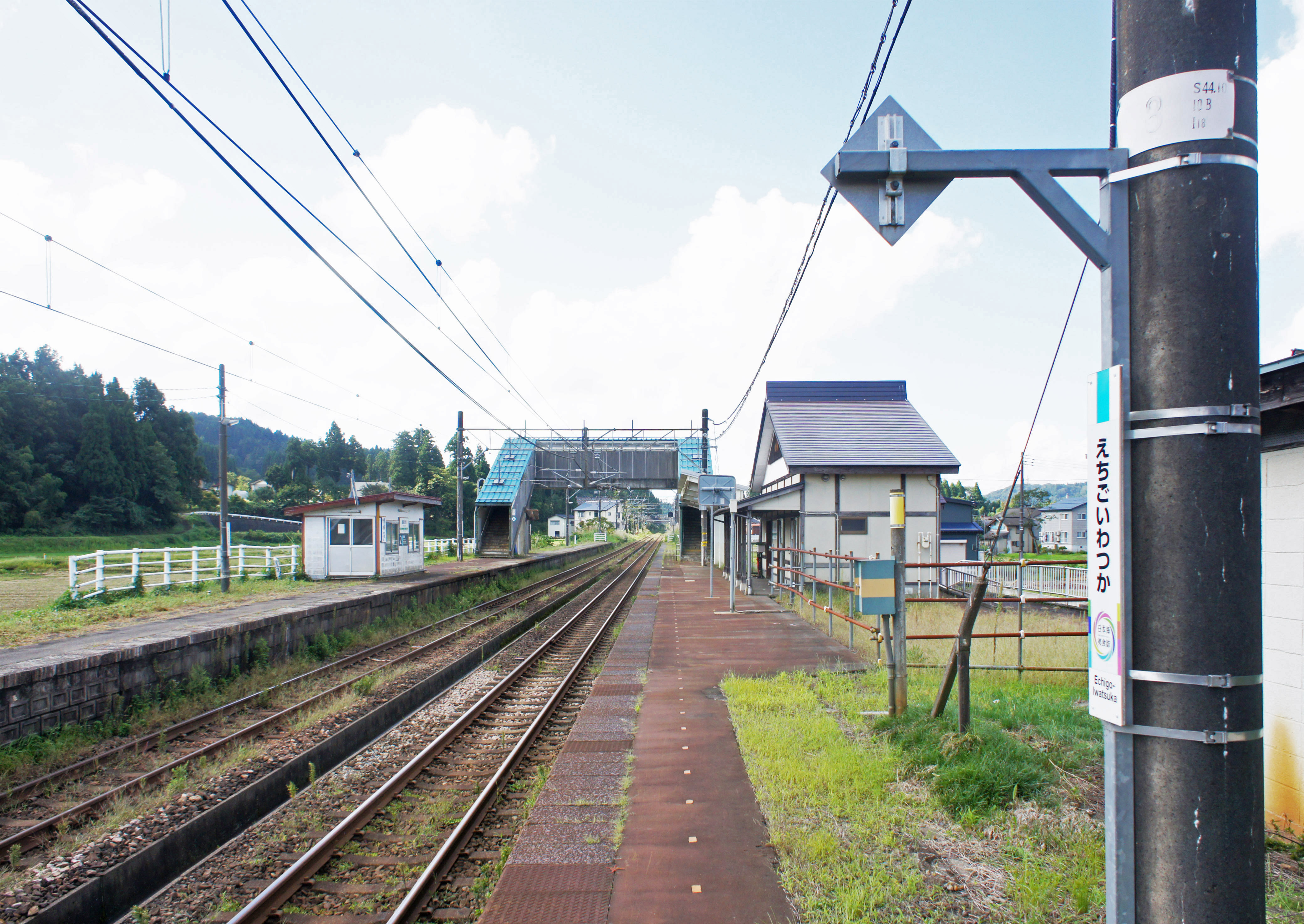
ホーム（2021年9月）

## 利用状況
「長岡市統計年鑑」によると、2009年度（平成21年度）・2010年度（平成22年度）の1日平均乗車人員は以下のとおりであった。
| 乗車人員推移       | 乗車人員推移     | 乗車人員推移 |
| 年度               | 1日平均 乗車人員 | 出典         |
| ------------------ | ---------------- | ------------ |
| 2009年（平成21年） | 160              | [ 10 ]       |
| 2010年（平成22年） | 150              | [ 11 ]       |

## 駅周辺
沿線では住民有志の「岩田鯉のぼり有志会」による鯉のぼりが2002年（平成14年）から毎年空を舞う。
- 宝徳山稲荷大社
- 岩塚郵便局
- JA越後さんとう 岩塚支店
- 岩塚製菓
- 南長岡ガス田

## バス路線
駅前にバス停はなく、最寄りの路線は渋海川対岸の国道404号を走る越後交通の以下の路線。最寄りバス停は「飯塚」（駅から徒歩約12分）。
- 長岡駅前＝親沢＝塚山＝小国 線
- 越路地域循環バス「雪ぼたる」

## 隣の駅
東日本旅客鉄道（JR東日本）
■信越本線
■快速
通過
■普通
塚山駅 - 越後岩塚駅 - 来迎寺駅